# James Morris (Schachspieler)
James Morris (* 22. April 1994 in Melbourne) ist ein australischer Schachspieler.

## Leben
James Morris besuchte die Caulfied South Primary School in Caulfield, dann die Essex Heights Primary School und die University High School in Parkville. Er studiert Sport in Melbourne.

## Erfolge
Beim Zonenturnier in Nadi im Mai 2007 erhielt er für sein Ergebnis von 5 Punkten aus 9 Partien den Titel FIDE-Meister. Beim Zonenturnier in Gold Coast im Juni 2009 belegte er hinter David Smerdon den zweiten Platz und erhielt für sein Ergebnis von 6,5 aus 9 den Titel Internationaler Meister.
Er gewann verschiedene Juniorenmeisterschaften des Schachverbandes des Bundeslandes Victoria (Victoria Chess), und zwar die U14-Meisterschaft in Canterbury 2005 und mit einem Ergebnis von 9 aus 9 die U18-Meisterschaften 2011 und 2012. Bei den Erwachsenen gewann er in Melbourne die Einzelmeisterschaft von Victoria 2012 mit zwei Punkten Vorsprung vor dem zweitplatzierten Guy West.
Mit seiner höchsten Elo-Zahl von 2503 im Mai 2018 lag er auf dem fünften Platz der australischen Elo-Rangliste.